# 羊的门
《羊的门》是河南作家李佩甫于1999年7月发表的一部长篇官场题材小说，华夏出版社发行。共计14章。

## 创作
据记者对李佩甫的采访，李佩甫说道：“《羊的门》写的是客观，诉说了土地的沉重及植物生长的向度。《城的灯》写的是主观、是逃离，是对“灯”的向往。《生命册》写的是“树”，是一个人的精神成长史和“土壤”、“植物”的丰富性。通过“树”的成长史，以内心独白的方式写了一个人50年的心灵史。三部作品是递进关系，是一次次的发问，是三部曲。《生命册》的宽阔度、复杂度是最全面、最具代表性的，是一次关于“平原说”的总结。”

## 故事简介
颍平县县长呼国庆与市委组织部的谢丽娟产生婚外情，为了能够与她结婚，就定下计谋——让妻子吴广文与秦校长渐渐产生了情感关系，后捉奸在家。呼国庆就在计划要与妻子离婚之际，而回到娘家的妻子在将事实经过告知舅舅范骡子后，被范骡子识破。然后呼国庆就被吴广文告了状。在市委组织部准备罢免呼国庆的县长职务之际，由于呼国庆去老家找呼天成请求帮忙，呼天成通过与中央级领导通电话，最后市委的李书记接到了省委老领导的指示，导致呼国庆不仅没有受到降职处理，反而升任县委一把手——取代王华欣成为新一任县委书记，而王华欣则被调任市信访局局长。而之前有矛盾关系的范骡子被呼国庆调往烟草公司任职。
呼国庆命令范骡子带头查处制造假烟的弯店村，村长蔡五就去找包括王华欣等在内的多方关系人，但在呼国庆的关系下，蔡某也无济于事。蔡五后来被抓了起来，与之有关的官员们由于担心蔡在调查下把他们拖下水，蔡五于是成为政治斗争的牺牲品被迅速定罪并处死。弯店村的香烟有一部分也被范骡子低价卖掉。而在处理弯店村的制造香烟的机器设备时，原本买方要出3600万元购买，可是从深圳回来的谢丽娟找呼国庆借款100万元，呼国庆就指示买方将150万元秘密打到了谢丽娟的银行卡上，并要求买方表面上只愿意出3450万购买那些机器。范骡子从酒桌上得知了呼国庆贪占150万的事情，后来范骡子在接受升任副市长的王华欣款待时，将这个事实告知给了王华欣，王华欣就要求与范骡子合作以打倒呼国庆。
呼国庆在被审查期间，呼天成争取见了他一面。在呼天成的运作下，省报主编冯云山、银行行长范炳臣和省委组织部的邱建伟处长一起向李相义书记领导的许田市委施压，最后迫使李相义主动去找呼天成化解危机。后来被关押审查一个多月的呼国庆获释后，主动去找呼天成道歉。年老的呼天成则劝国庆接替他担任呼家堡的一把手，很快获得自由的谢丽娟也来找呼国庆，想要与他一起远走他乡。

## 主要人物
- 呼天成，人称呼伯，担任呼家堡村支书30多年，与多名中央、省级领导有亲密关系[2]
- 呼国庆，原顺店乡党委书记，颍平县（属于平原省许田市管辖）县长，后任县委书记
- 谢丽娟，在市委组织部工作，呼国庆的情人，后来到深圳经商
- 吴广文，呼国庆之妻，小学教师，与呼国庆育有一女
- 范骡子，吴广文之舅，先任乡党委书记，后到烟草公司任职，他与王华欣关系密切
- 吴支书，城关镇七里店村支书，吴广文之父
- 王华欣，原颍平县委书记，后来担任市信访局局长、副市长，妻子是市医院的妇产科医生
- 李相义，许田市委书记
- 蔡五，人称蔡先生，残疾人，“亿元村”弯店村村长，最后被判刑处死
- 秦校长，小学校长
- 秀丫，从信阳逃荒到颍平县的女子，被呼天成所救，并被呼天成许配给了孙布袋，但是她却一直爱着呼天成
- 杨根宝，呼天成的秘书
- 老曹，呼家堡的女婿，屠夫